# Herrgottsruhkapelle (Oberndorf am Lech)

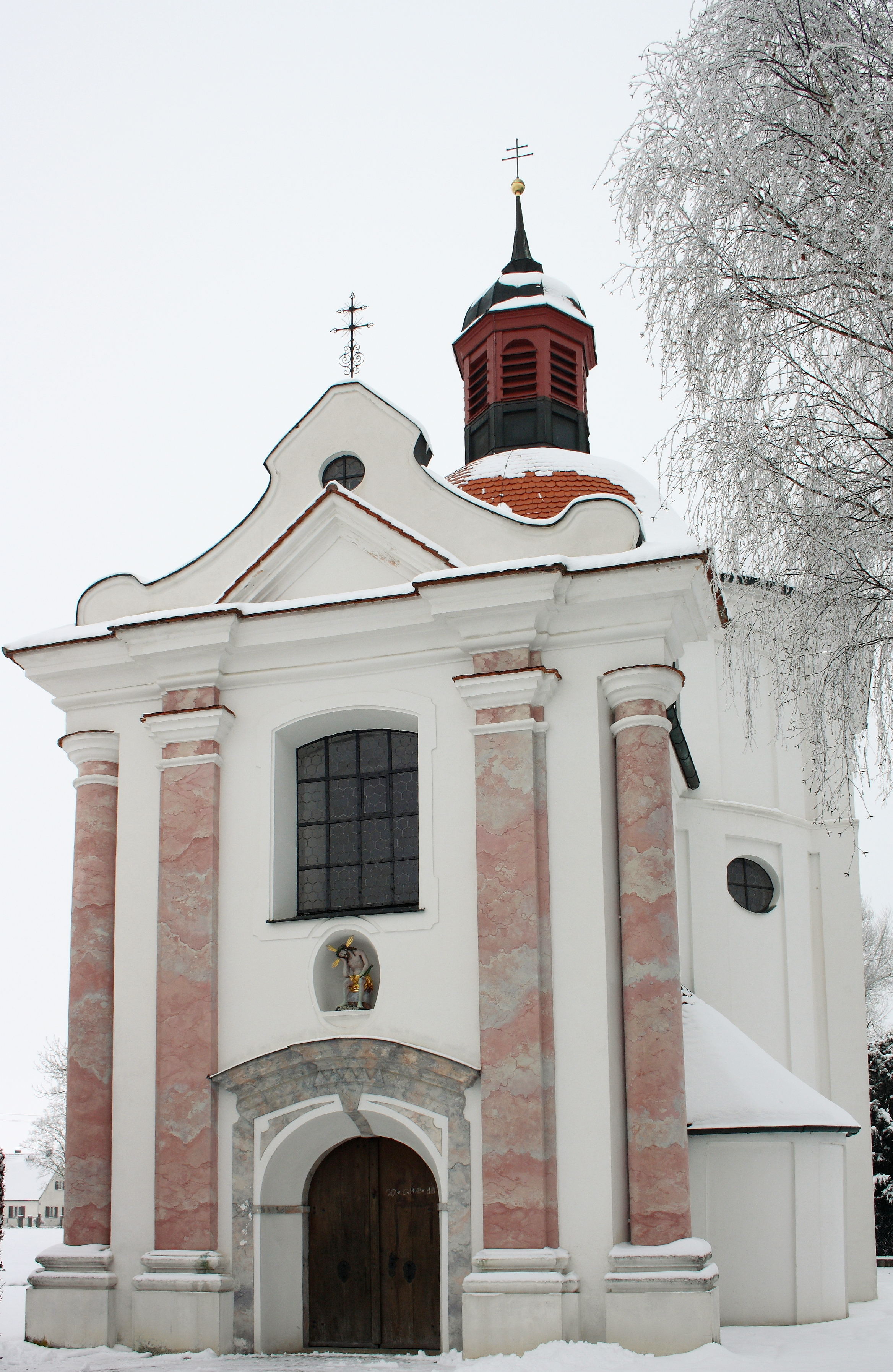
Herrgottsruhkapelle in Oberndorf am Lech

Die römisch-katholische Herrgottsruhkapelle ist eine Wallfahrtskirche, die in Oberndorf am Lech steht, einer Gemeinde im schwäbischen Landkreis Donau-Ries von Bayern. Das Bauwerk ist in der Liste der Baudenkmäler in Oberndorf am Lech als Baudenkmal unter der Nr. D-7-79-196-2 eingetragen.

## Beschreibung
Der spätbarocke Zentralbau auf querovalem Grundriss wurde um 1718 an Stelle eines Vorgängerbaus nach Plänen von Johann Benedikt Ettl errichtet. Er ist bedeckt mit einer Flachkuppel, die von einer achteckigen Laterne gekrönt ist, die den Glockenstuhl beherbergt. Die von einem Schweifgiebel bedeckte und beidseitig von Pilastern und Säulen flankierte Fassade zeigt nach Süden, das Portal öffnet sich zum Vestibül, das mit einem Tonnengewölbe überspannt ist. Im Norden befindet sich der halbrund geschlossenen Chor, der innen ein Stichkappengewölbe trägt. Zur Kirchenausstattung gehört ein um 1718 gebauter Hochaltar. Die Seitenaltäre werden Johann Georg Bschorer zugeschrieben.